# Fada
|  | Per a altres significats, vegeu «Fat». |

|  | «Fades» redirigeix aquí. Si cerqueu el grup de música mallorquí, vegeu «Fades (grup de música)». |

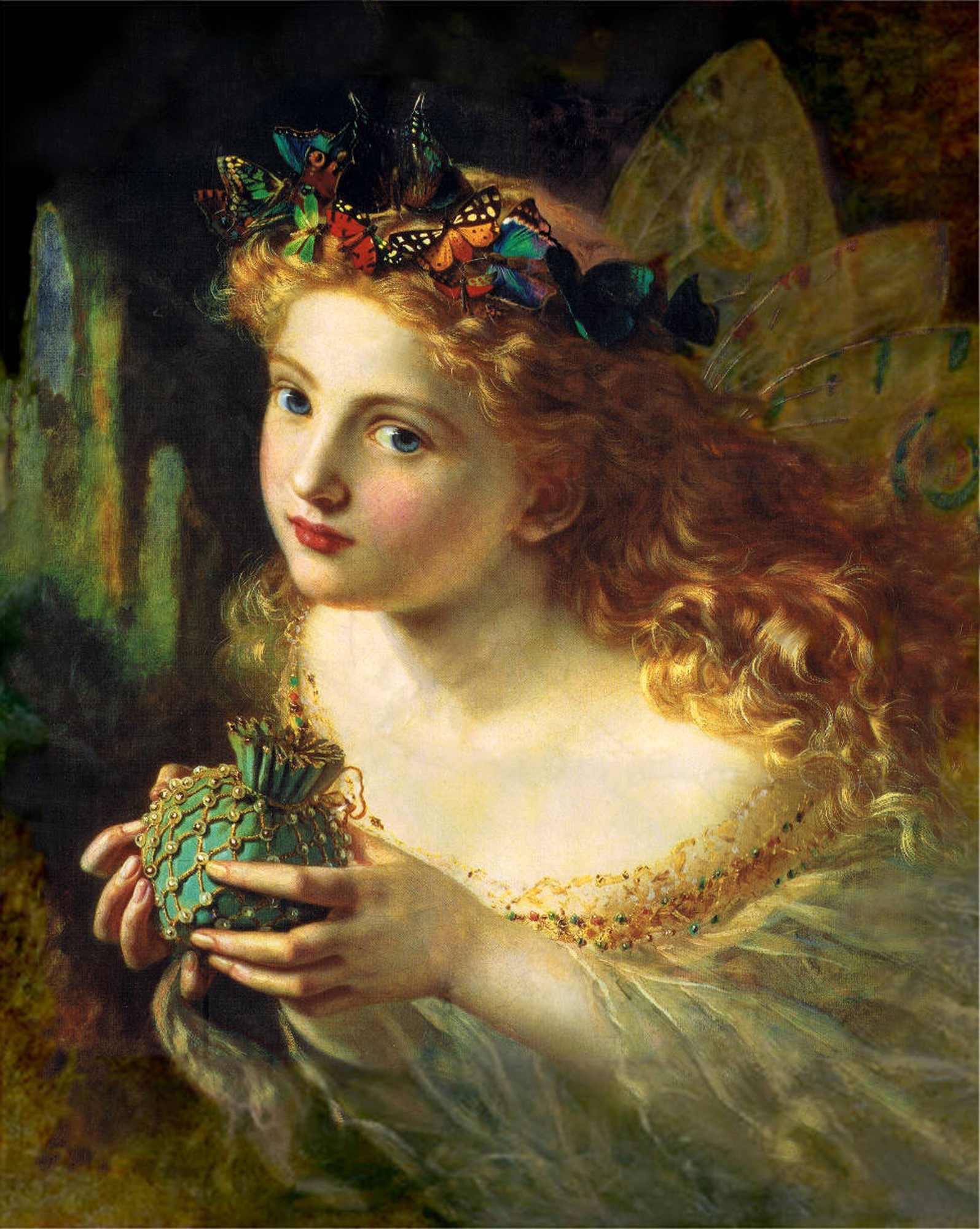
Una fada pintada per Sophie Gengembre Anderson

Les fades (del llatí fata) són esperits de la naturalesa que tenen cura de mantenir l'equilibri d'aquesta. El seu nom en llatí significa destí, ja que les fades són una transposició de les moires gregues, unes criatures que apareixien al tercer dia del naixement d'un infant per predir-ne el futur.
Des del romanticisme se les representa com a noies joves amb ales. Apareixen sovint als contes populars, i sempre com a gent menuda, de gran bellesa i amb molt bon cor. Tanmateix, a l'edat mitjana les pintaven com un esperit protector o, sovint, maliciós i per protegir-se d'elles, la gent portava un amulet de ferro negre. Les fades vesteixen amb pètals de flors o amb teles de color blau, verd o daurat. De vegades porten una vareta màgica a la mà. Es poden tornar invisibles a voluntat i n'hi ha que poden parlar com els éssers humans. Els agrada molt la música, especialment la tradicional, els seus instruments preferits són les flautes i l'arpa. També els agrada molt ballar a la llum de la lluna, ho fan sovint, i les seves danses encisadores són d'una gran bellesa artística. Porten una vida idíl·lica i de lleure. Acostumen a ser molt delicades, suceptibles, polides i geloses. Les fades no són dolentes del tot ni tampoc bones del tot, són tant petites que no els caben dos sentiments a la vegada. Les fades són presents a la mitologia de moltes cultures com ara la britànica, la sueca, la xinesa, l'occitana, la iraniana i la catalana.

## Origen
En la mitologia grega existien els fats, als quals el poeta Ovidi, entre altres autors, esmenta en la seva obra immortal Metamorfosi. Uns podien ser homes, cas del seu rei Oberó, i altres dones, segons es donés el cas. L'acadèmica Victoria Cirlot veu en les parques un antecedent de les fades, almenys de les fades padrines.
Autors com Collin de Plancy (1842, p. 201) i, especialment, Sherman Loomis (1991) remunten l'origen del món feèric a la mitologia cèltica i a les històries populars centreeuropees. Segons aquesta línia de pensament, autors medievals com D'Arras, Couldrette i Thiiring von Ringoltingen van recollir la tradició oral cèltica i la van unir a personatges com Melusina, Viviana, l'amant del mag Merlí, Morgana o la Dama de la font.
Seria en la Baixa Edat mitjana quan la fada femenina acapararia tot el protagonisme. La primera fada seria la Dama del Llac descrita per Chrétien de Troyes en la seva obra Lancelot ou le Chevalier de la charrette. Va ser la Dama del Llac la que es va ocupar de l'educació de l'heroi Lancelot i la que el va curar de la seva bogeria. Mostra totes les característiques d'una fada, però no s'esmenta el terme fada; sí que s'amplia una mica més en obres posteriors incloent el seu nom, Viviana. Va ser a la fi del quan en el segle xiv, el francès Jean D'Arres va emprar per primera vegada la paraula fada en la seva novel·la Melusina. Aquesta obra va ser redactada amb la intenció d'atorgar als ducs de Lusignan una ascendència gairebé mitològica i en ella totes les fades són dones. Ho és Melusina, la seva mare i les seves germanes.
Les llegendes cèltiques parlen del regne dels Àes Sídhe (pronunciat As Shi), també conegut en anglès com Fairy Folk, i on la millor traducció al nostre idioma seria fades, si bé és important recalcar que no es parla de la concepció victoriana de les fades, éssers diminuts amb ales de papallona, les quals són en realitat pixies.
Els Àes Sídhe, són éssers semidivins que viuen entre aquest i l'altre món, amb connexions importants amb la naturalesa i les deïtats; la majoria dels relats els representen com a gent no gaire alta, però d'aspecte i altura humans, de rostre blanc, ulls clars i pèl molt negre.
En els relats medievals les fades (a vegades dites «El Bon Poble» o «La Bona Gent») apareixen relacionades amb encantaments i encanteris, coneixedores del poder i les virtuts de les paraules, les llegendes i les herbes, que els permetien mantenir-se joves i belles, i acumular grans riqueses.
En alguns llibres s'esmenta que les fades fan totes les coses innocentment, encara que el seu comportament pugui arribar a ser pervers. En molts escuts heràldics de l'època es reflecteix el món de les fades. Molts aristòcrates volien fer veure que provenien d'un llinatge de fades.
En la mitologia càntabra se'n diu anjanes, entre les quals estan les ixanes de la vall d'Ares, la característica de la qual és que tenen pits descomunals i són lletges, però poden canviar d'aparença a voluntat. Aquest mateix tipus de fades es troba en l'illa de Gotlàndia, a Suècia. A Galícia es diuen mouras; a Astúries, xanas; a Catalunya, a més de fades, goixes; i a les Balears, dames d'aigua.
La mitologia nòrdica i la grega —encarnada en les nimfes i dríades de Homer i Ovidi— van influir en el concepte que els primers bards es van formar de les fades, però caminant el temps van ser els escocesos, irlandesos, gal·lesos i altres pobles europeus els que van arribar a posseir un cos viu de tradicions populars, fundat principalment en les llegendes celtes.
Inicialment, es van atribuir a les fades proporcions humanes, però les diminutes i etèries criatures de Shakespeare van influir poderosament en les concepcions posteriors dels poetes anglesos.
Diversos trets comuns caracteritzen a aquests habitants del ultramón en tots els països on es va assentar la tradició: es classifiquen en benèfiques i perverses, precisen ocasionalment de suport humà, els seus ordres han de complir-se estrictament sota pena de terribles càstigs, etc.
Algunes d'elles són fades convertides en tals, però que abans havien estat dones. Aquestes es van convertir en fades a causa d'alguna infracció contra la naturalesa (ja que és el lloc on viuen), sent castigades per això a tenir tal aparença, fins i tot a viure en el món de les fades. Poden ser desencantades de diverses maneres en dates concretes de l'any, com en La nit de Sant Joan i per exemple quan treuen el cap a les aigües cristal·lines i demanen ser desencantades. Per a les quals es convertien en fades o creuaven el límit existent entre el món humà i el de les fades, el temps en l'espai canviava, ja que un dia o un mes en l'altre costat podia ser un any o un segle en el món terreny.
Hi ha diverses fades amb poders malignes que arriben a utilitzar contra els humans, la majoria de les vegades per maltractar la naturalesa (talar un bosc seria una autèntica catàstrofe per al seu món). Arribaven a raptar a nens per a canviar-los per éssers feèrics totalment iguals als nens raptats. Així, intentaven crear una estirp mixta d'humans i fades, encara que aquests nens morien al cap de poc, ja que eren pàl·lids i desnerits. A l'Edat mitjana es creia que tots aquells nens que estaven pàl·lids i prims eren fills de les fades i havien ocupat el lloc del veritable fill.
Altres vegades entabanaven a un home d'estirp noble transformant-se en dones de bellesa inigualable per a quedar-se embarassades d'aquests i donar a llum un ser meitat humà i meitat feèric. Perquè el ser sobrevisqués el marit no havia de resar mai i mai haurien de veure a les fades nues per complet.
Aquest conjunt de supersticions, derivades de les creences animistes de tots els pobles antics, ha inspirat a notables literats els seus fabulosos «contes de fades».
La varietat de labors que duen a terme les fades és gairebé infinita a més de cantar i ballar, ajuden als éssers humans en el camp, exerceixen el seu control sobre el temps protegint les collites. Durant molts mesos elles esperen impacients l'arribada de la primavera. També saben el dia exacte en què brollaran les primeres flors, però prefereixen mantenir el secret.
També parlen les llegendes que les fades solen tenir poders psíquics o màgics que, podien fer feliços als éssers humans, també es creia que eren fetillades per les bruixes dels segles segle xvii i segle xviii perquè vigilessin a les seves víctimes, d'altra banda, també es deia que eren àngels en la seva forma femenina, encara que a vegades es veien homes-fada.
Segons la mitologia cèltica, les fades agraden dels arbres del til·ler o salzes.

## Classificació
Fada és un terme genèric per classificar una sèrie de criatures. Les sirenes serien fades del mar, les làmies les de les coves, les nimfes les dels rius i llacs i les dríades i les nàiades dels boscos. Molts tipus d'elfs han estat anomenats fades, així com esperits invisibles o molt petits que s'amaguen als pobles. Certs genis de les obres de Shakespeare són fades.
De moment no hi ha una classificació única de les fades, però segons alguns tractats que parlen del tema, es podrien classificar de la manera següent:
- Fades blanques: segons les llegendes els agrada viure a prop de castells antics i envoltades dels arbres dels boscos que es troben al voltant de poblacions ben petites. Es diu que posseeixen grans virtuts.
- Fades verdes: es coneixen com les fades físicament més fortes. Són les que tenen més contacte amb fenòmens naturals, com ara el vent. A banda del color verd que les identifica, les podem reconèixer pels seus desplaçaments extremadament lleugers, com si flotessin a l'aire.
- Fades drianes: són les fades cantaires. Diuen que sovint els seus murmuris es poden confondre amb el soroll que fa el vent quan bufa entre les fulles dels arbres on elles viuen.
- Fades de mà blanca: són les fades més boniques de les que mai s'ha parlat, però també són les més difícils de veure. Segons expliquen les llegendes, les persones que han arribat a veure-les han embogit a causa de la seva bellesa.

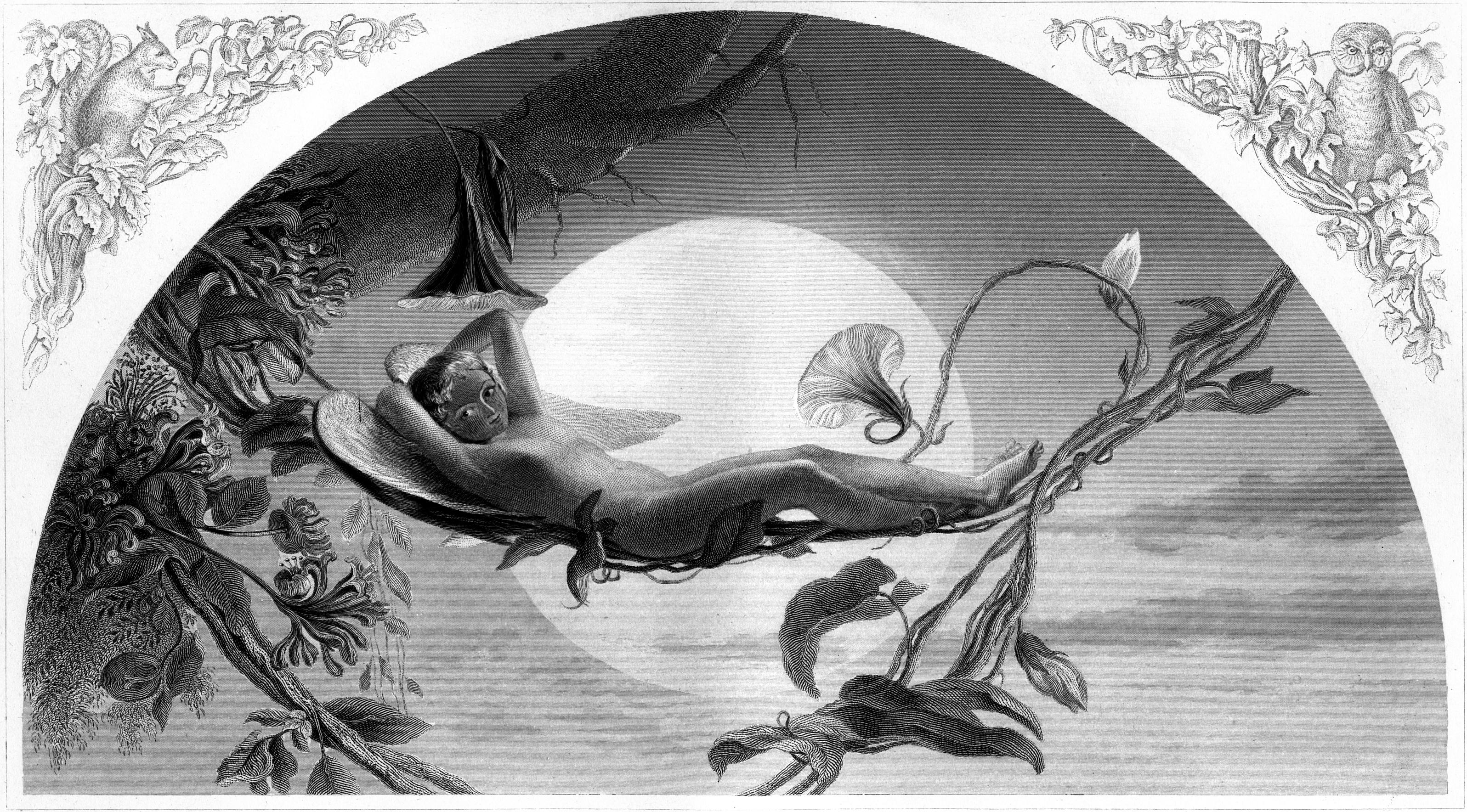
Ariel, una fada descansant

### Les fades de la mitologia catalana
En la mitologia catalana les fades semblen ser una reminiscència precristiana d'esperits aquàtics de la natura, la satanització per part de l'església de les quals va donar pas a les bruixes. Es caracteritzen normalment per estar emparentades amb l'aigua, vivint en gorges i estanys. En les llegendes solen ser moralment neutres com una força de la natura i en les rondalles tendeixen a ajudar el protagonista de la història amb pistes i encanteris (en les més antigues solen ser aparicions de la verge les que compleixen aquesta funció). Són habituals les històries en què les fades s'aparellen amb humans i han de fer el possible per mantenir-ho en secret. S'han fet molt famoses la fada Flor de Neu i les aloges del poema Canigó de Jacint Verdaguer, una de les obres clau del romanticisme català i també Liliana, creada per Apel·les Mestres. Les llegendes sobre fades són tan extenses que reben tot de noms diferents segons la seva màgia i contrada: aloja, goja, dona d'aigua, paitida, encantada, encantaria…

### Fada de les dents
La fada més estimada per tots els nens del món és, sens dubte, la fada de les dents, ella canvia les dents de llet que cauen als infants per diners i/o un petit obsequi. Això passa als Estats Units, al Canadà i a determinades zones d'Espanya i de la Gran Bretanya. No se sap del cert quin és el seu origen perquè és una tradició molt antiga, ho és tant, que s'ha sabut que fa més de mil anys els nens vikings ja rebien un regal quan els queia una dent. En molts llocs d'Europa existeix la mateixa tradició però amb un ratolinet, i als Països Catalans i en altres llocs propers tenim el follet de les dents o l'angelet de les dents. Es creia que si una bruixa s'apropiava de la dent podria fer màgia contra l'infant, d'aquí la importància que se les emportessin criatures màgiques també.

### Fada protectora
La fada protectora és un personatge típic dels contes tradicionals, on representa la màgia que fa canviar la sort dels protagonistes. És una descendent de les parques romanes i dels genis islàmics. Apareix per a revelar una realitat oculta, concedir un do o un desig o transformar determinats objectes de la realitat. Usualment la seva presència és esporàdica, només desencalla la trama i desapareix. Algunes de les històries on hi ha una fada protectora són la Ventafocs o la Bella Dorment.

## Atributs relacionats

### Pols de fada

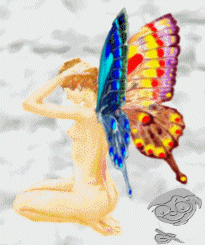
Representació d'una fada

Les fades no suen, en comptes d'això desprenen una pols per les ales de color groc o blanc, aquesta és la pols de fada. Es diu que si hom se la tira per damunt i pensa en coses boniques, li permetrà volar. Com Peter Pan, el personatge de l'escriptor anglès Sir James Mattew Barrie, que vola gràcies a la pols de Campaneta i al seu gran optimisme i imaginació.

### Anells de fada
Els anells de fada, segons el folklore britànic, són zones circulars que apareixen marcades a les clarianes dels boscos per una herba més espessa i d'un verd més intens que la resta. Aquests anells poden mesurar fins a 60 metres de diàmetre i són les proves que deixen les fades després de les seves festes nocturnes. Sempre s'ha dit que aquell que formuli un desig just al centre d'un anell de fada en una nit de lluna plena, se li farà realitat. Però si un ésser humà hi entra quan les fades encara són dins, quedarà obligat a ballar amb elles tota la nit sense parar fins a l'esgotament més profund. L'única manera de sortir-ne és que una altra persona estiri el captiu amb força mantenint fermament un peu fora del cercle. Però si, desgraciadament, aquesta persona rellisca i entra completament dins el cercle també quedarà captiva.

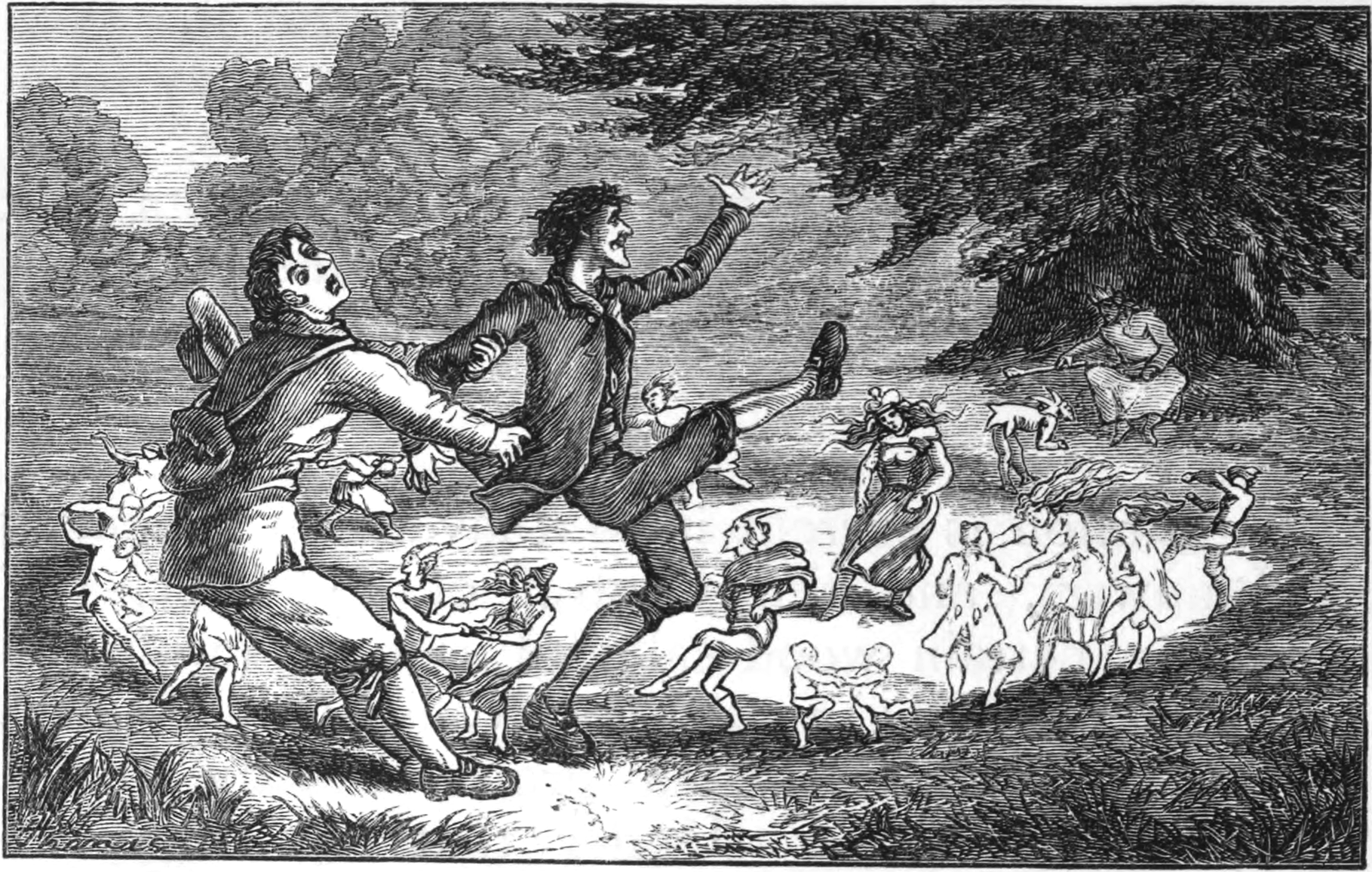
Dos homes evitant de ser abduïts per un anell de fada

### El País de les Fades
El País de les Fades és un regne on les fades condueixen els éssers humans que queden captivats per la seva música. Aquells que han estat temptats per accedir-hi, generalment, es perden en el temps, i quan tornen, els anys han passat d'una revolada. Si algú surt amb el propòsit de trobar-lo, rara vegada ho aconseguirà, ja que, segons la llegenda, només es pot trobar per casualitat.

## Fades a la literatura

### Contes de fades
Els contes de fades són aquells que contenen elements meravellosos, ja que les fades poden fer encanteris diversos.
La seva estructura és normalment simple (plantejament, nus i desenllaç) i hi apareixen personatges típics dels contes (un dolent, un heroi, etc.). El tema acostuma a girar al voltant d'una situació complicada que en molts casos acaba amb un final feliç. En aquests contes, presents en la nostra cultura des de temps immemorials, hi surten diferents tipus de fades: fades bones, fades que viuen als boscos, fades voladores...

### Matèria de Bretanya
Les fades estan força presents a les novel·les i poemes de l'anomenada matèria de Bretanya, és a dir, totes les obres lligades a la llegenda del rei Artús. Els personatges més importants són la fata Morgana i la Dama del Llac, ambdues lligades al món màgic de Merlí i als aspectes sobrenaturals.

## Les fades de Cottingley, un frau que revolucionà la societat
Al juliol de 1918, dues noies van obtenir una fotografia on apareixia un grup de fades. Elsie Wright, de setze anys, va fer una fotografia on sortia la seva cosina, Frances Griffiths, al bosc envoltada d'unes petites criatures alades. La van ensenyar a la seva família assegurant que no era cap muntatge i que eren fades reals. Els pares d'Elsie es mostraven escèptics amb el tema, si bé la mare passà la fotografia a algunes amistats interessades en el món paranormal. Un mes després, les noies van aconseguir una fotografia on apareixia Elsie acompanyada d'un gnom. La notícia es va difondre ràpidament i va aparèixer en nombroses publicacions, que van crear molt enrenou. Al cap de poc temps, molta gent estava interessada en el tema, entre d'altres el famós novel·lista Sir Arthur Conan Doyle. Es va encarregar a uns experts que examinessin les imatges, però no van aconseguir proves concloents de frau. Es van publicar nombrosos articles sobre la qüestió, com ara «Fades fotografiades, un esdeveniment que fa època» de Conan Doyle (1919). L'any 1920 les noies feren tres fotos més de fades, les quals van sortir de seguida a la premsa. El debat sobre l'autenticitat de les fades continuà intensament les dècades següents. Finalment, al cap de seixanta anys, van admetre que tot havia estat una farsa.

## Vegeu també

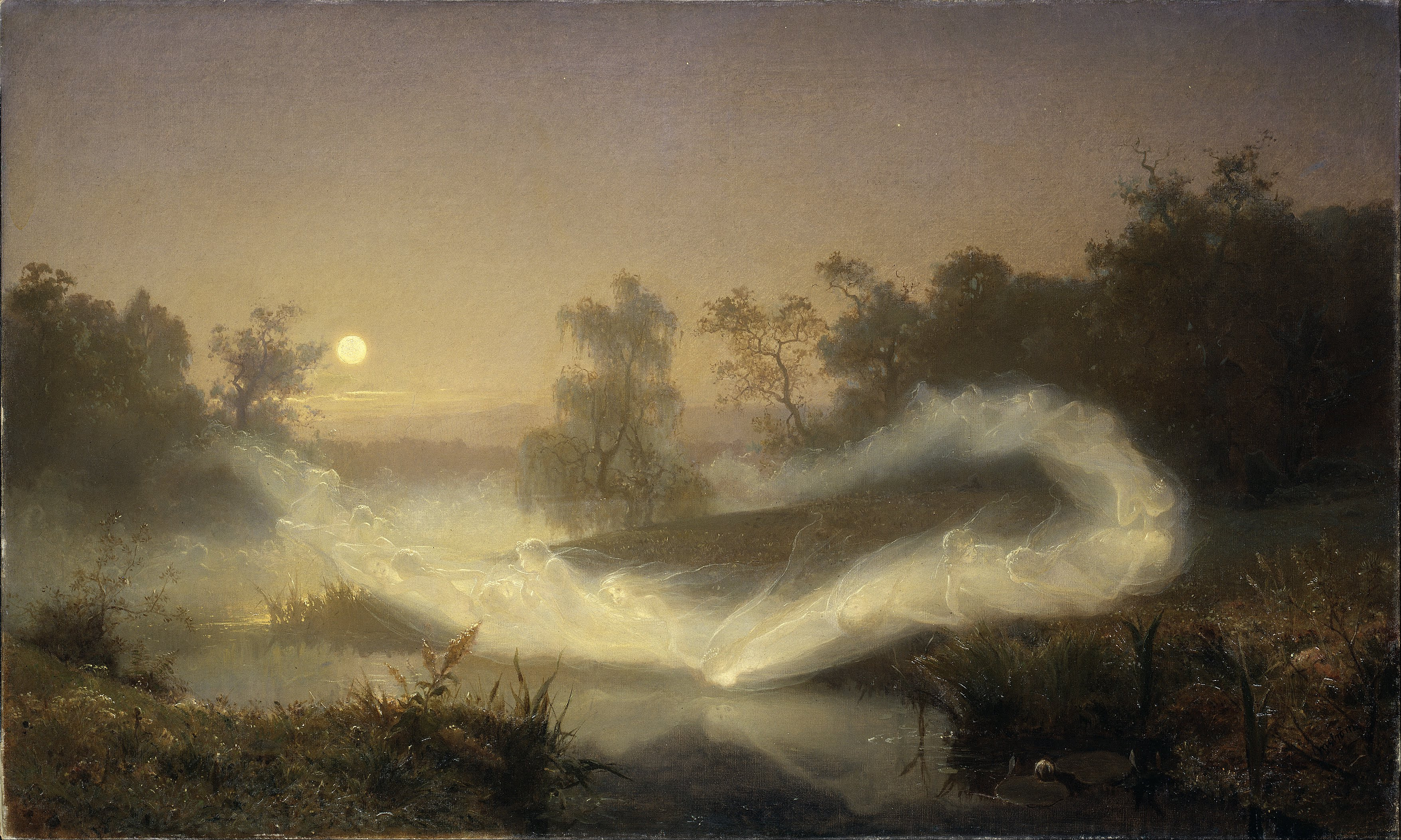
August Malmström Fades